# 凯瑟琳·约翰逊 (曲棍球运动员)
凯瑟琳·约翰逊（英語：Kathryn Johnson，1967年1月21日—），英国女子曲棍球运动员。她曾代表英国参加1992年、1996年和2000年夏季奥林匹克运动会曲棍球比赛，其中1992年奥运会获得一枚铜牌。